# Kiwara Miyazaki
Kiwara Miyazaki (født 17. februar 1998) er en japansk fodboldspiller, som spiller for den japanske fodboldklub FC Tokyo.